# Ben Berden
Ben Berden (Neeroeteren, 29 september 1975) is een Belgisch voormalig veldrijder. 

## Carrière
Berden behaalde tal van ereplaatsen. Zo werd hij onder meer vierde in 2003, vijfde in 2004 en zesde in 2000 op het wereldkampioenschap en in 2003 behaalde hij zilver en in 2005 brons op het Belgisch kampioenschap. Dit leverde hem ook al snel de onfortuinlijke bijnaam Ben 'Derden' op. Toen hij in januari 2005 betrapt werd op dopinggebruik stond hij derde op de UCI-ranglijst. Hij reed op dat moment voor de ploeg 'John Saey'. Hij gaf het dopinggebruik toe en betuigde zijn spijt. Zijn ploeg werd meteen opgeheven.
Uiteindelijk werd Berden voor 15 maanden geschorst, dit in plaats van de gebruikelijke 2 jaar. De UCI ging hiertegen in beroep omdat ze de straf te licht vond. Berden moest op 22 december 2005 voor het TAS verschijnen. Twee dagen eerder werd bekend dat hij de 60.000 euro aan gerechtskosten zelf moet betalen. Hiertegen is hij in beroep gegaan, maar verloor die op 11 september 2007. De rechtbank in Antwerpen kwam tot die beslissing, omdat hij te laat in beroep was gegaan. Na het verstrijken van zijn strafperiode voor dopinggebruik op 12 januari 2007 kon Ben Berden zijn rennerscarrière verderzetten bij het tweemans continentaal team Webking Businessclub EBBB.
Later verhuisde hij naar de Verenigde Staten, alwaar hij een relatie begon met Nicole Duke, eveneens sportief actief. In 2016 was hij ploegleider van de Argentijnse damesploeg.

## Erelijst
| Seizoen   | Wereldbeker | Superprestige | GVA Trofee | WK  | BK     | Overige                                                         | Totaal aantal zeges |
| --------- | ----------- | ------------- | ---------- | --- | ------ | --------------------------------------------------------------- | ------------------- |
| 1997-1998 |             |               |            |     | 7e     |                                                                 | 0                   |
| 1998-1999 |             |               |            | 10e | 7e     |                                                                 | 0                   |
| 1999-2000 |             |               |            | 6e  | 7e     |                                                                 | 0                   |
| 2000-2001 |             |               |            |     | 8e     |                                                                 | 0                   |
| 2001-2002 |             |               |            | 9e  |        |                                                                 | 0                   |
| 2002-2003 |             |               | Oostmalle  | 4e  | Zilver | Koksijde, Heerlen                                               | 3                   |
| 2003-2004 | Koksijde    |               |            | 5e  | 8e     | Huijbergen                                                      | 2                   |
| 2004-2005 |             |               |            |     | Brons  | Harderwijk, Lebbeke                                             | 2                   |
| 2005-2006 |             |               |            |     |        |                                                                 | 0                   |
| 2006-2007 |             |               |            |     |        |                                                                 | 0                   |
| 2007-2008 |             |               |            |     | 13e    |                                                                 | 0                   |
| 2008-2009 |             |               |            |     | 10e    |                                                                 | 0                   |
| 2009-2010 |             |               |            |     | 11e    |                                                                 | 0                   |
| 2010-2011 |             |               |            |     |        |                                                                 | 0                   |
| 2011-2012 |             |               |            |     |        | Boulder II, Hendersonville I, Hendersonville II, Los Angeles II | 4                   |
| 2012-2013 |             |               |            |     |        | Saint-Louis II, Boulder I                                       | 2                   |
| 2013-2014 |             |               |            |     |        | Providence, Saint-Louis I, Saint-Louis II, Los Angeles II       | 4                   |
| 2014-2015 |             |               |            |     |        | Iowa I, Tacoma II                                               | 2                   |
| 2015-2016 |             |               |            |     |        | Takashima                                                       | 1                   |
|           |             |               |            |     |        |                                                                 |                     |
| Totaal    | 1           | 1             | 0          | 0   | 0      | 18                                                              | 20                  |

Wielerploegen van Ben Berden
Bomans · Corvers · M.De Clercq · H.De Clercq · De Geyter · Hammond · Høj · Janssens · Nelissen · Pauwels · Spaenhoven · Sunderland · Van Malderghem · G.Vanderaerden · Vermeersch · Aitken (stagiair) · Berden (stagiair) · Rivera (stagiair)
Aitken · Berden · Bruylandts · M.De Clercq · H.De Clercq · Eeckhout · Hammond · Janssens · Pauwels · Smirnov · Strole · Sunderland · Van De Walle · Van Malderghem · G.Vanderaerden · Vermeersch · De Peuter (stagiair) · Vilcinskas (stagiair) 
Berden · Cretskens · Daniels · De Schoenmaecker · Demeyere · Gerits · Guns · Huvaere · Leukemans · Schoonacker · Stremersch · Theunis · Thijs · Trouvé · Van Den Abeele · Van Roosbroeck · Vannoppen · Vereecke · Vidts
Berden · Beyens · Daniels · De Schoenmaecker · Demeyere · Gerits · Gilmore · Guns · Leukemans · Schoonacker · Sijmens · Stremersch · Theunis · Van Capellen · Van Roosbroeck · Vanderaerden · Vanlandschoot · Vannoppen · Verstraeten · Vidts · Volckaerts (stagiair)
Berden · Beyens · Daelmans · Demeyere · Devolder · Gerits · Guns · Kuyckx · Schoonacker · Sijmens · Theunis · Van Capellen · Van De Walle · Van Huffel · Van Roosbroeck · Vanlandschoot · Verbrakel · Verstraeten · Vidts · Volckaerts · Wentzel
Belaey · Berden · Daelmans · De Spiegelaere · Demeyere · Devolder · Gilmore · Kleynen · Kuyckx · Meys · Peeters · Schoonacker · Sijmens · Van De Walle · Van der Slagmolen · Van Huffel · Van Mechelen · Vanlandschoot · Verbrakel · Verstraeten · Wentzel · Willems · Caethoven (stagiair) · Vanhoudt (stagiair)
Berden · Breyne · Cocquyt · Cornet · De Poortere · De Weer · Dreesen · Dufrasne · Kuyckx · Spragg · Steels · Van Coppernolle · Van De Meent · van der Velde · Van Hoecke · Van Kuik · Van Mechelen · Van Raepenbusch · Vanderaerden · Yates